# قراوة بني حسان
قراوة بني حسان  بلدة من بلدات الضفة الغربية وتتبع محافظة سلفيت، ومن القرى التي وقعت تحت الاحتلال الإسرائيلي في حرب 1967. يبلغ عدد سكانها 6000 نسمة حسب تقديرات السكان وفق الجهاز المركزي للإحصاء الفلسطيني للعام 2020.

## الجغرافيا
تقع قرية قراوة بني حسان على بعد ثلاثين كيلومترا جنوب غربي نابلس و 8 كيلومترات شمال غرب سلفيت في الشمال الضفة الغربية. بحسب ال الجهاز المركزي للإحصاء الفلسطيني، كان عدد سكان المدينة 3801 نسمة في عام 2007.
تبلغ مساحة الأرض الإجمالية 9,684 الدونماتمنها 507 دونم منطقة مبنية. منذ عام 1995 الاتفاق المرحلي للضفة الغربية وقطاع غزة، 10.7 ٪ من ولايتها البلدية تخضع للإدارة المدنية ل السلطة الوطنية الفلسطينية وأمن إسرائيلبينما 89.2٪ تحت السيطرة الإسرائيلية الكاملة. وترتفع 380م فوق مستوى سطح البحر وتتبع اداريا لمحافظة سلفيت

## معالم المدنية والتقدم فيها
- بناء البلدية مكون من طابقين وفيه 14 موظف وهم رئيس البلديه والسكرتير والمحاسب واثنان لجباية الكهرباء وفني كهرباء وسباك وفراش واربعة عمال نظافه وسائق لسيارة النفايات وسائق للحفار واما بالنسبة للاعضاء فلا يتم ذكرهم لانهم لا يعتبروا عمالا أو موظفين.
- يوجد في القرية خمسة مدارس مدرستان للإناث ومدرستان للذكور ومدرسة شرعية والمتميز مدرسة الذكور الأساسية كقلعه حيث تتكون من ثلاثة طوابق وفي كل طابق مسجد ومكتبة وإلى غير ذلك.
- يوجد في البلدية 7 مساجد كل مسجد مكون من طابقين حجر، وبمساحة لا تقل عن 200 متر مربع
- يعتمد أهل قراوة بشكل عام على التجارة
- تم بناء حاووز مياه من خمس طوابق مساحة الطابق الخامس 200 متر يتسع ل 500متر مكعب مياه.
- تم فتح دار القران الكريم لتحفيظ النساء القران الكريم منذ بداية 2009، وهو بناء يتكون من طابقين حجري وواسع جدا.
- يوجد العديد من الجمعيات الخيرية في البلد.

## التاريخ

### الاحتلال الإسرائيلي
تعاني قراوة بني حسان من تعديات الاحتلال الصهيوني كبقية القرى والمدن الفلسطينة فالاحتلال قام بمصادر مئات الدونمات الزراعية من اراضي البلدة واقام عليها ما يسمى مستوطنة نيطافيم عدى على ذلك فان هذه المستوطنة تلقي مياهها العادمة على اراضي المواطنين المزروعة بالزيتون تعاني البلدة من منع الاحتلال لتوسيع المخطط الهيكلي للبلدة مما يصعب على المواطنين الحصول على تراخيص البناء مما يدعوهم لبناء منازلهم بدون ترخيص لتجعلها تحت تهديد الهدم من قبل سلطات الاحتلال
اقر الاحتلال مخطط لاستيطان وتهويد مئات الدونمات شرقي القرية لتوسيع مستوطنة نيطافيم مما يحد التوسع العمراني للقرية.
كما تعد قراوة بني حسان من أكثر القرى التي قدمت شهداء واسرى في المحافظة فقد قدمت الشهيد أديب عاصي والشهيد أمين عاصي والشهيد علي عاصي والشهيد عبد الله ريان والشهيد مصطفى عاصي والشهيد محمود عاصي والشهيد عدنان مرعي والشهيد أنور ريان والشهيد محمد مرعي والشهيد امير ريان والشهيد عطا الله ريان والمئات من الاسرى منهم من يقضي محكوميات عاليه مثل الاسير عبد العزيز مرعي الذي يقضي في السجن محكوميته 35 عاما نتيجة مشاركته في انتفاضة الاقصى.
في شهر أيار 2017 واصلت جرافات المستوطنين اليهود الصهاينة تجريف أراضي بلدة قراوة بني حسان غرب سلفيت لتوسعة المستوطنات الصهيونية، وبناء وحدات استيطانية جديدة في منطقة الرأس. الأراضي التي يجري تجريفها تقع في «واد قانا» الذي يعدّه الاحتلال محمية طبيعية، ويمنع المزارعين الفلسطينيين من زراعتها، وإن المستوطنين الصهاينة صنعوا «تلفريك» من أعلى الجبل وحتى أسفله، ويسعون لتحويل المنطقة لمتنزه للمستوطنين. سلطات الاحتلال تعمل على توسعة ثمان مستوطنات تحيط بواد قانا، في الوقت الذي  تمنع الفلسطينيين من إعمار وزراعة الواد بحجة أنه محمية طبيعية يمنع تغيير طابعه. وما يجري في واد قانا من أعمال توسعة استيطانية، يخالف القانون الدولي الإنساني، واتفاقية جنيف الرابعة.
في 26 أبريل 2020، أخطرت سلطات الاحتلال الإسرائيلي 22 منزلًا ومنشآة زراعية بالهدم ووقف البناء، شرق البلدة في مناطق تُعرف بأسماء (الرأس وقطان الطويل وخلة القرن والهباير).
في 11 فبراير 2023: هاجم مستوطنون إسرائيليون المزارعون الفلسطينيون في بلدة قراوة بني حسان غرب محافظة سلفيت؛ مما أسفر عن استشهاد مثقال ريان.

## الآثار
تحتضن العديد من القصور القديمة الكنعانية المنتشرة في الأراضي الزراعية، والتي كانت تستعمل محارس لحراسة كروم العنب والمعاصر الموجودة بجانب هذه المحارس، وكانت تستعمل لتخمير العنب بعد عصره، إضافة إلى الآثار اليونانية، ومنها دار الضرب المحفورة بشكل أشبه بأبنية البتراء، وهي تحفة رائعة للفن اليوناني بالأعمدة والنقوش والزخارف والدرج، وقلعة الفردوس وخربة الفردوس.
وتحتضن القرية، الآثار الرومانية، ومنها البرج: وهو بناء روماني قديم، وسُمك البناء فيه 3-4 متر، والبركة والواقعة بجانب المسجد العمري حاليًّا، والنواميس، وهي مقابر متفرقة في كل مكان وكانت توضع فيها الجثث، وهناك الآثار الإسلامية ومنها مقام لعمرو بن العاص، الذي فتح البلدة عام 16 هجريّة.

### مغارات وروايات

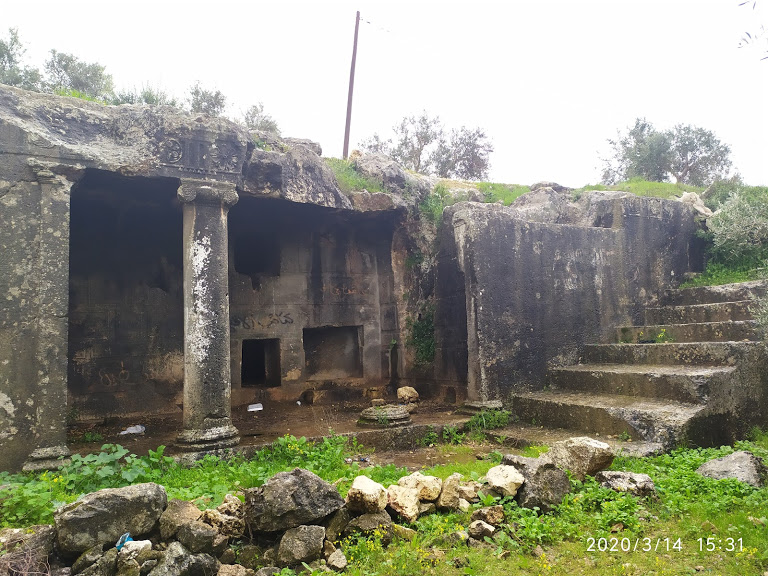
دار الضرب

إلى جانب المواقع الأثرية والتراثية، هناك المغر، وأشهرها مغارة الشياطين، وكغيرها من المغارات تكثر حولها الإشاعات، فيحكى أن من أظهر وجودها هو النيص البري، عندما دخلها للاحتماء بها من مزارع فلسطيني كان خلفه، فتبعه إلى داخلها فاكتشفها.
ورواية أخرى تشير إلى أنها كانت ملجأ للمطاردين، ثم بعد الكشف عن وجودها تعرضت لسرقة الآثار التي كانت موجودة فيها من لصوص الآثار، ثم من كان يدخلها عقب ذلك يسمع أصواتًا غريبة، كأصوات الجن، فقرر أهل القرية حمايتها منهم، بأن أسموها بمغارة الشياطين.

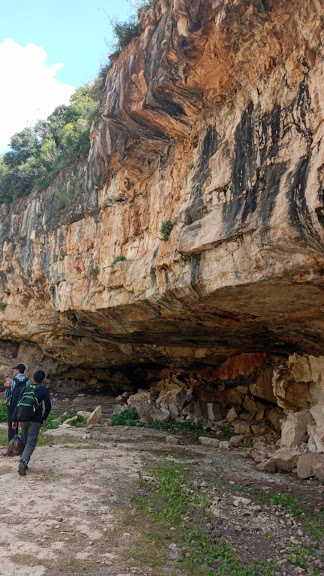
نبع النويتف-قراوة بني حسان